# Pseudofusulinoides
Pseudofusulinoides es un género de foraminífero bentónico de la subfamilia Schwagerininae, de la familia Schwagerinidae, de la superfamilia Fusulinoidea, del suborden Fusulinina y del orden Fusulinida. Su especie tipo es Pseudofusulinoides subobscurus. Su rango cronoestratigráfico abarcaba desde el Gzheliense (Carbonífero superior) hasta el Artinskiense (Pérmico inferior).

## Discusión
Clasificaciones más recientes incluyen Pseudofusulinoides en la superfamilia Schwagerinoidea, y en la subclase Fusulinana de la clase Fusulinata. Algunas clasificaciones han incluido Monodiexodina en la subfamilia Monodiexodininae.

## Clasificación
Pseudofusulinoides incluye a las siguientes especies:
- Pseudofusulinoides akbeiticus †
- Pseudofusulinoides altineri †
- Pseudofusulinoides chixoyensis †
- Pseudofusulinoides convexus †
- Pseudofusulinoides kljasmica †
- Pseudofusulinoides instabilis †
- Pseudofusulinoides iskrensis †
- Pseudofusulinoides parasecalicus †
- Pseudofusulinoides postpusilla †
- Pseudofusulinoides pusilla †
- Pseudofusulinoides regularis †
- Pseudofusulinoides subglobosus †
- Pseudofusulinoides subobscurus †
- Pseudofusulinoides vachardi †